# Araneus pudicus
Araneus pudicus là một loài nhện trong họ Araneidae.
Loài này thuộc chi Araneus. Araneus pudicus được Tord Tamerlan Teodor Thorell miêu tả năm 1898.